# 본다
본다(말라얄람어: ബോണ്ട, 칸나다어: ಬೋಂಡಾ, 타밀어: போண்டா, 텔루구어: బోండా)는 남인도의 전통 튀김 간식이다. 지역에 따라 달콤하거나 매콤짭조름한 본다를 만들어 먹으며, 가장 흔한 것은 감자 소를 넣은 본다이다. 감자 대신 고구마, 카사바, 파인애플, 완두 등을 넣어 만들기도 한다.

## 사진

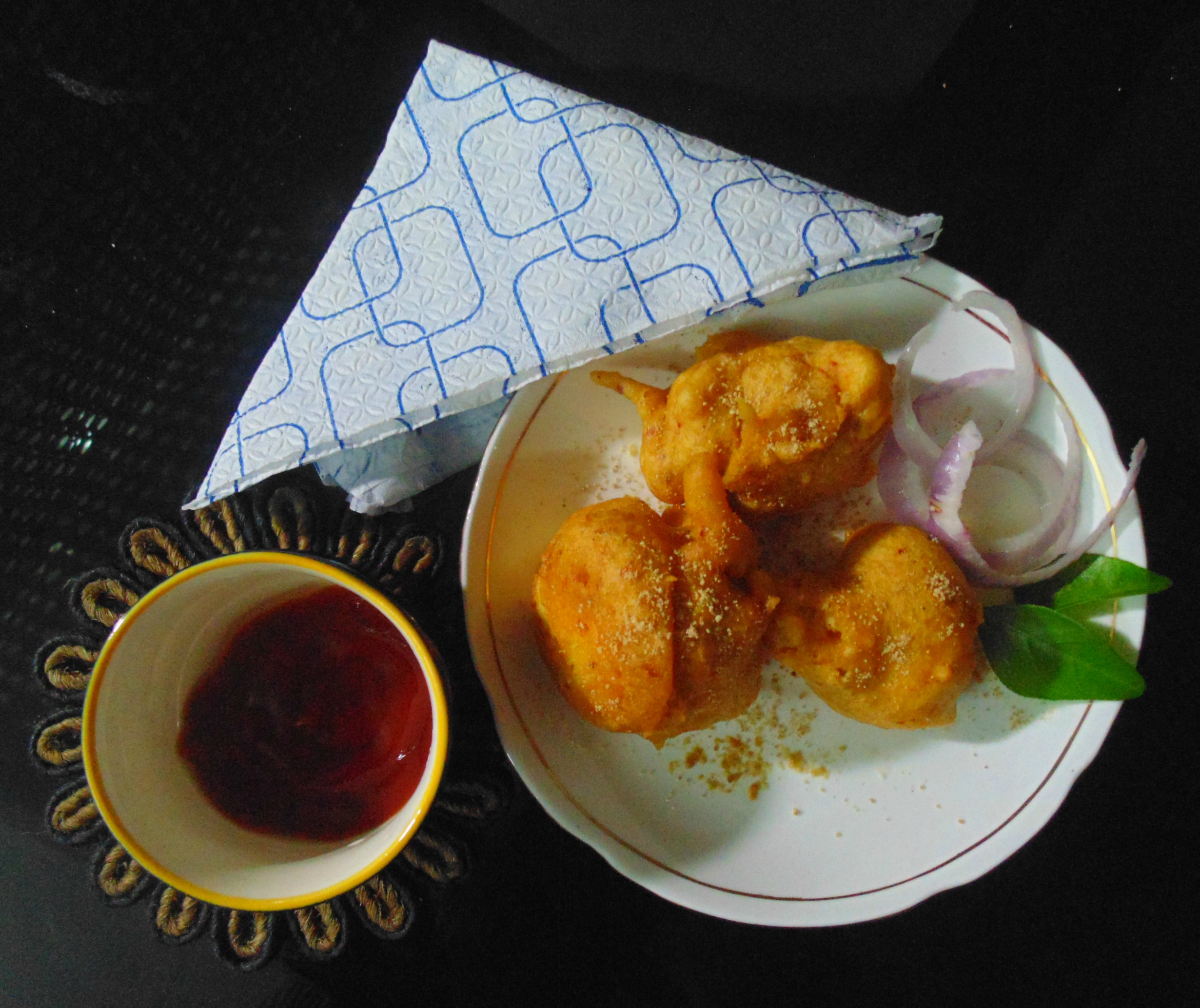
달걀 본다
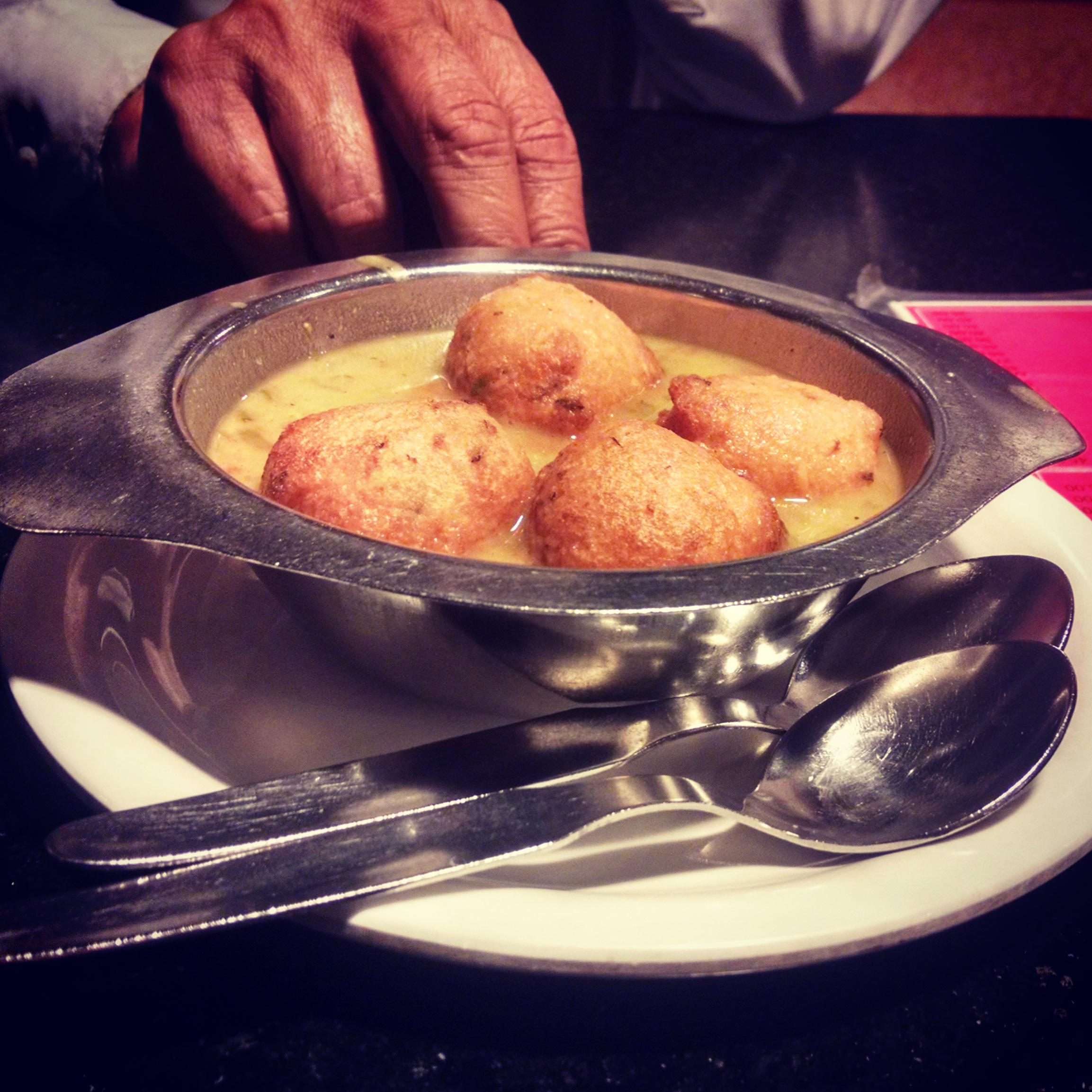
본다 수프
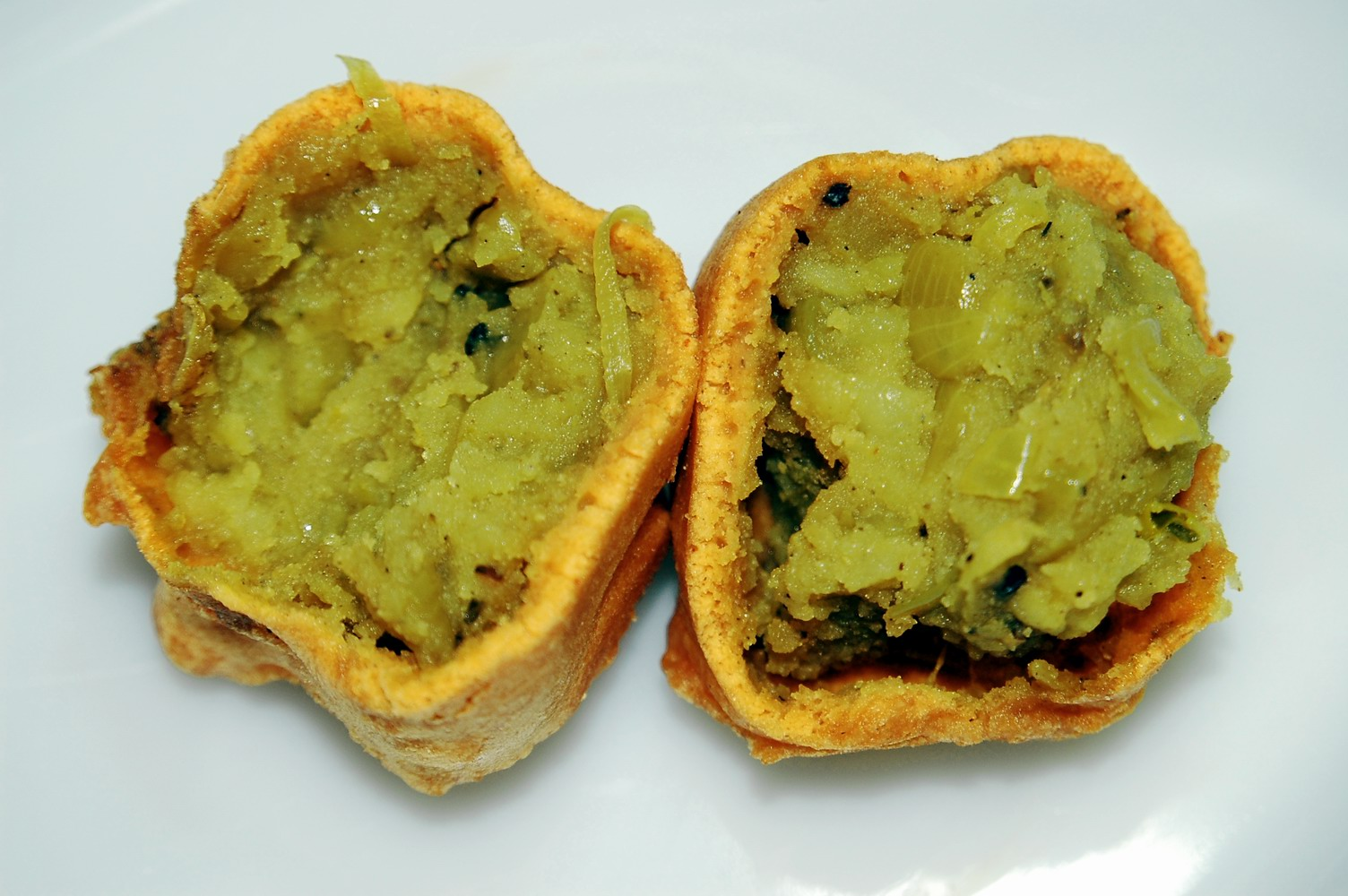
본다 단면

## 같이 보기
- 바라
- 바지
- 파코라